# NA-2310
La NA-2310 es una carretera que une los municipios del Valle de Aranguren con la capital de dicho valle, Mutilva, y con la Circunvalación de Pamplona.

## Recorrido
| Denominación | Kilómetro | Salida                     | Carretera                                  | Dirección                                          |
| ------------ | --------- | -------------------------- | ------------------------------------------ | -------------------------------------------------- |
| NA-2310      | 0         |                            | PA-31                                      | Pamplona (Centro) Noáin Beriáin Aeropuerto         |
| NA-2310      | 0         |                            | Calle Cataluña Kalea Calle Aranguren Kalea | UPNA                                               |
| NA-2310      | 0         |                            | PA-32                                      | Estadio El Sadar C. C. Galaria                     |
| NA-2310      | 0         |                            | Calle Tajonar Kalea                        | Pamplona (Centro) Lezkairu                         |
| NA-2310      | 1         |                            | Calle Tajonar Kalea                        | UNED                                               |
| NA-2310      | 1         | Travesía Pol. Ind. Mutilva | Travesía Pol. Ind. Mutilva                 | Travesía Pol. Ind. Mutilva                         |
| NA-2310      | 1         |                            | Calle A Kalea                              | Mutilva                                            |
| NA-2310      | 2         |                            | Calle E Kalea                              | Mutilva                                            |
| NA-2310      | 2         |                            | Calle U Kalea                              | Mutilva                                            |
| NA-2310      | 2         |                            | PA-30 A-10 A-15 AP-15 A-12 A-21            | Pamplona (Oeste) Zaragoza Madrid Logroño Bilbao    |
| NA-2310      | 3         |                            | PA-30 N-135 N-121-A N-121-B NA-140 NA-150  | Pamplona (Este) Bayona Aoiz San Juan Pie de Puerto |
| NA-2310      | 3         |                            |                                            | Pol. Ind. Berroa                                   |
| NA-2310      | 3         |                            | NA-2311                                    | Tajonar                                            |
| NA-2310      | 5         |                            | NA-2311                                    | Tajonar                                            |
| NA-2310      | 6         |                            |                                            | Zolina                                             |
| NA-2310      | 9         | Travesía de Labiano        | Travesía de Labiano                        | Travesía de Labiano                                |
| NA-2310      | 11        |                            | NA-2312                                    | Góngora                                            |
| NA-2310      | 13        | Travesía de Ilundáin       | Travesía de Ilundáin                       | Travesía de Ilundáin                               |
| NA-2310      | 13        |                            | NA-2313                                    | Laquidáin                                          |
| NA-2310      | 14        |                            | NA-2314                                    | Aranguren                                          |
| NA-2310      | 17        |                            |                                            | Ardanaz                                            |
| NA-2310      | 20        |                            |                                            | Sarriguren                                         |
| NA-2310      | 21        |                            | PA-30 A-15 N-135 N-121-A                   | Pamplona (Centro) Zaragoza Francia                 |

- Datos: Q12264088